# Villemereuil
Villemereuil est une commune française, située dans le département de l'Aube en région Grand Est.

## Géographie

### Localisation
La commune est située à environ 15,4 kilomètres au sud  de Troyes. Elle est proche du  parc naturel régional de la forêt d'Orient.

### Communes limitrophes
| Saint-Pouange     | Moussey           | Isle-Aumont       |
| Roncenay          | Villemereuil      | Les Bordes-Aumont |
| Villy-le-Maréchal | Villy-le-Maréchal | Les Bordes-Aumont |

### Lieux-dits, écarts et quartiers
La commune compte 78 voies dont 61 lieux-dits administratifs répertoriés.
Le cadastre de 1829 cite au territoire : Asnières, la Barre, Bertauche, Bierne, Borde-Barré, Charmoy, Dronay, Foissy, Fontaine Gélin et Jany, Grand et Petit-Etang, Grande et Petite-Forêt, Lousse, Maraut-Gautthier, Motte-Fleurat et Prezat, les moulins : à-Vent et Ouze.

### Géologie et relief
La commune est classée en zone de sismicité 1, correspondant à une sismicité très faible.

### Hydrographie
La commune est dans la région hydrographique « la Seine de sa source au confluent de l'Oise (exclu) » au sein du bassin Seine-Normandie. Elle est drainée par la Mogne, la Hurande, le Fossé 01 des Charmes, le Fossé 02 des Grands Prés, l'Ousse et le ruisseau d'Onmont,,.
La Mogne, d'une longueur de 17 km, prend sa source dans la commune de Crésantignes et se jette  dans l'Hozain à Isle-Aumont, après avoir traversé 13 communes. 

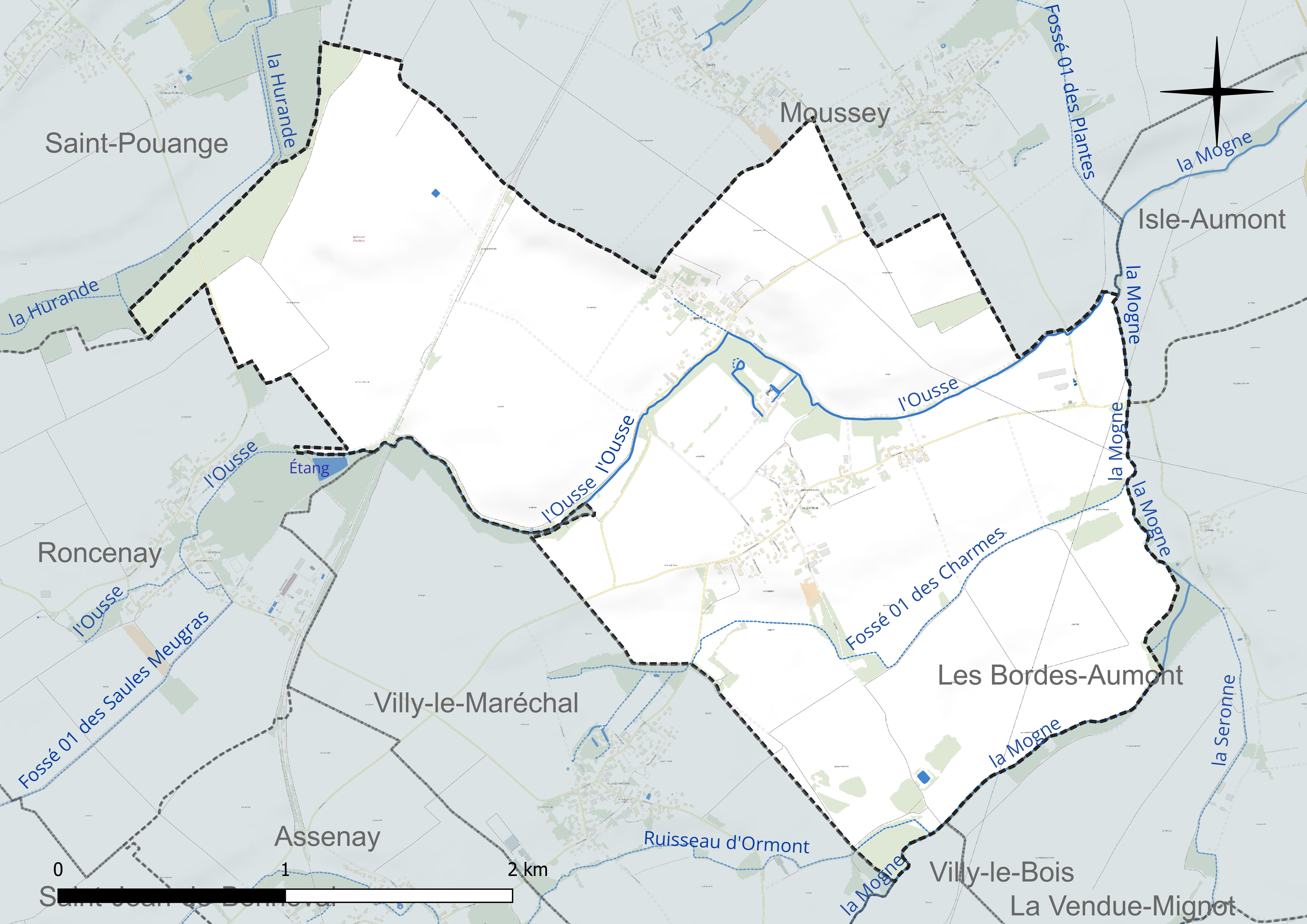
Réseau hydrographique de Villemereuil.

### Climat
Pour des articles plus généraux, voir Climat du Grand Est et Climat de l'Aube.
En 2010, le climat de la commune est de type climat océanique dégradé des plaines du Centre et du Nord, selon une étude du Centre national de la recherche scientifique s'appuyant sur une série de données couvrant la période 1971-2000. En 2020, Météo-France publie une typologie des climats de la France métropolitaine dans laquelle la commune est exposée à un climat océanique altéré et est dans la région climatique  Lorraine, plateau de Langres, Morvan, caractérisée par un hiver rude (1,5 °C), des vents modérés et des brouillards fréquents en automne et hiver. 
Pour la période 1971-2000, la température annuelle moyenne est de 10,6 °C, avec une amplitude thermique annuelle de 15,7 °C. Le cumul annuel moyen de précipitations est de 708 mm, avec 11,7 jours de précipitations en janvier et 8,1 jours en juillet. Pour la période 1991-2020, la température moyenne annuelle observée sur la station météorologique de Météo-France la plus proche, « Saint-Pouange », sur la commune de Saint-Pouange à 4 km à vol d'oiseau, est de 11,5 °C et le cumul annuel moyen de précipitations est de 707,5 mm. 
La température maximale relevée sur cette station est de 42,2 °C, atteinte le 24 juillet 2019 ; la température minimale est de −21 °C, atteinte le 9 janvier 1985,,. 
Les paramètres climatiques de la commune ont été estimés pour le milieu du siècle (2041-2070) selon différents scénarios d'émission de gaz à effet de serre à partir des nouvelles projections climatiques de référence DRIAS-2020. Ils sont consultables sur un site dédié publié par Météo-France en novembre 2022.

### Voies de communication et transports

#### Voies de communication
On accède à la commune :
- de Isle-Aumont  au nord-est à 3,5 km par la D 123  ;
- de Roncenay  à l’ouest à 3,7 km par la D 25 puis la D 24b.

#### Transports
Villemereuil est desservie par :
- La gare de Troyes, gare de la Société nationale des chemins de fer français (SNCF), desservie par des trains : Intercités, TER Grand Est et de fret, située à 16,6 kilomètres, (23 minutes) ;
- L’aéroport de Troyes - Barberey, distant de 23,4 km par la rocade Ouest.

## Urbanisme

### Typologie
Au 1er janvier 2024, Villemereuil est catégorisée commune rurale à habitat dispersé, selon la nouvelle grille communale de densité à 7 niveaux définie par l'Insee en 2022.
Elle est située hors unité urbaine. Par ailleurs la commune fait partie de l'aire d'attraction de Troyes, dont elle est une commune de la couronne,. Cette aire, qui regroupe 209 communes, est catégorisée dans les aires de 200 000 à moins de 700 000 habitants,.

### Occupation des sols
L'occupation des sols de la commune, telle qu'elle ressort de la base de données européenne d’occupation biophysique des sols Corine Land Cover (CLC), est marquée par l'importance des territoires agricoles (93 % en 2018), une proportion identique à celle de 1990 (93 %). La répartition détaillée en 2018 est la suivante : 
terres arables (82 %), zones agricoles hétérogènes (11 %), forêts (7 %). L'évolution de l’occupation des sols de la commune et de ses infrastructures peut être observée sur les différentes représentations cartographiques du territoire : la carte de Cassini (XVIIIe siècle), la carte d'état-major (1820-1866) et les cartes ou photos aériennes de l'IGN pour la période actuelle (1950 à aujourd'hui).

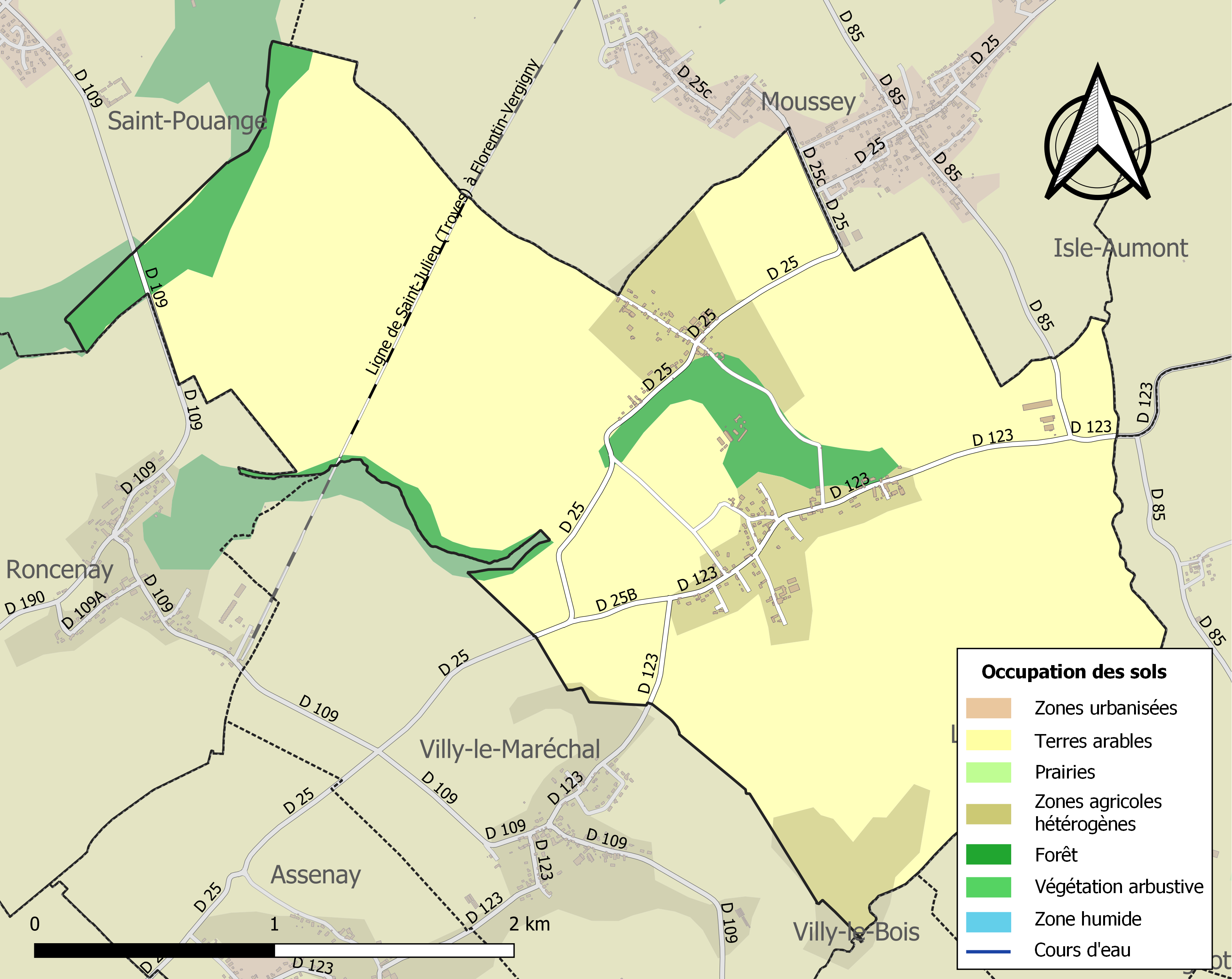
Carte des infrastructures et de l'occupation des sols de la commune en 2018 (CLC).

### Logement
En 2014, le nombre total de logements dans la commune était de 103 (dont 99,1 % de maisons et 0,9 % d’appartements).
Parmi ces logements, 95,4 %  étaient des résidences principales, 1,7 % des résidences secondaires et 2,8 %  des logements vacants.
La part des ménages propriétaires de leur résidence principale s’élevait à 92,1 % contre 5,9 % de locataires.

## Toponymie
- Formes anciennes : Villa Maruil en 1172, Villa Meruel en 1194, Villa Maroil de 1214 à 1222, Vilemerel en 1219, Villa Meruli en 1219, Villemerellum en 1220, Villemeruel de 1234 à 1243, Villamerel, Villamerelli en 1237, Villemereil, Villemerueil au XIVe siècle, Villemereul en 1328, Villemerail en 1679, Villemereuil en 1705[22].

## Histoire
Le fief était au comte de Champagne et relevait de Chappes donc un arrière-fief de l'Isle.
En 1789, le village était de l'intendance et la généralité de Châlons, de l'élection et du bailliage de Troyes.

### Bierne
Actuellement hameau qui était un village mentionné en 1145 et forme une communauté avec Villemereuil le 27 pluviôse an III. Le comte de Champagne en était seigneur et le fief relevait de l'Isle. En 1789, Marguerite Darest, veuve Bonamy était dame de Villemereuil. En 1634, Pierre Pithou signalait qu'il avait le droit de relever la maison forte de Bierne qui était détruite depuis longtemps.

### Motte-Prézat
Fief qui relevait de Clérey.

## Politique et administration

### Tendances politiques et résultats

#### Élections nationales
- Élection présidentielle de 2017[24]: 52,94 % pour Emmanuel Macron (REM), 47,06 % pour Marine Le Pen (FN), 91 % de participation.

### Liste des maires
| Période                                  | Période  | Identité                      | Étiquette | Qualité             |
| ---------------------------------------- | -------- | ----------------------------- | --------- | ------------------- |
| mars 1995                                | En cours | Gérard Bonamy de Villemereuil | DVD       | Exploitant agricole |
| Les données manquantes sont à compléter. |          |                               |           |                     |

## Démographie

### Évolution démographique
L'évolution du nombre d'habitants est connue à travers les recensements de la population effectués dans la commune depuis 1793. Pour les communes de moins de 10 000 habitants, une enquête de recensement portant sur toute la population est réalisée tous les cinq ans, les populations de référence des années intermédiaires étant quant à elles estimées par interpolation ou extrapolation. Pour la commune, le premier recensement exhaustif entrant dans le cadre du nouveau dispositif a été réalisé en 2006.

En 2022, la commune comptait 240 habitants, en évolution de −1,64 % par rapport à 2016 (Aube : +0,7 %, France hors Mayotte : +2,11 %).
| 1793 | 1800 | 1806 | 1821 | 1831 | 1836 | 1841 | 1846 | 1851 |
| ---- | ---- | ---- | ---- | ---- | ---- | ---- | ---- | ---- |
| 215  | 343  | 300  | 288  | 295  | 292  | 299  | 295  | 298  |

| 1856 | 1861 | 1866 | 1872 | 1876 | 1881 | 1886 | 1891 | 1896 |
| ---- | ---- | ---- | ---- | ---- | ---- | ---- | ---- | ---- |
| 296  | 282  | 270  | 243  | 223  | 211  | 206  | 222  | 200  |

| 1901 | 1906 | 1911 | 1921 | 1926 | 1931 | 1936 | 1946 | 1954 |
| ---- | ---- | ---- | ---- | ---- | ---- | ---- | ---- | ---- |
| 199  | 202  | 173  | 152  | 169  | 196  | 203  | 207  | 186  |

| 1962 | 1968 | 1975 | 1982 | 1990 | 1999 | 2006 | 2011 | 2016 |
| ---- | ---- | ---- | ---- | ---- | ---- | ---- | ---- | ---- |
| 169  | 160  | 165  | 164  | 225  | 229  | 235  | 237  | 244  |

| 2021 | 2022 | - | - | - | - | - | - | - |
| ---- | ---- | - | - | - | - | - | - | - |
| 242  | 240  | - | - | - | - | - | - | - |

### Pyramide des âges
La population de la commune est relativement jeune.
En 2018, le taux de personnes d'un âge inférieur à 30 ans s'élève à 30,7 %, soit en dessous de la moyenne départementale (35,2 %). À l'inverse, le taux de personnes d'âge supérieur à 60 ans est de 28,3 % la même année, alors qu'il est de 27,7 % au niveau départemental.
En 2018, la commune comptait 130 hommes pour 116 femmes, soit un taux de 52,85 % d'hommes, largement supérieur au taux départemental (48,59 %).
Les pyramides des âges de la commune et du département s'établissent comme suit.
| Hommes | Classe d’âge | Femmes |
| ------ | ------------ | ------ |
| 0,0    | 90 ou +      | 0,0    |
| 6,2    | 75-89 ans    | 12,2   |
| 21,7   | 60-74 ans    | 16,5   |
| 24,0   | 45-59 ans    | 24,3   |
| 17,8   | 30-44 ans    | 15,7   |
| 10,9   | 15-29 ans    | 13,9   |
| 19,4   | 0-14 ans     | 17,4   |

| Hommes | Classe d’âge | Femmes |
| ------ | ------------ | ------ |
| 0,8    | 90 ou +      | 2,1    |
| 7,4    | 75-89 ans    | 10,2   |
| 17,4   | 60-74 ans    | 18,4   |
| 19,4   | 45-59 ans    | 19     |
| 17,8   | 30-44 ans    | 17,3   |
| 18,3   | 15-29 ans    | 15,9   |
| 19     | 0-14 ans     | 17,1   |

## Économie

### Revenus de la population et fiscalité
Le nombre de ménages fiscaux en 2014 était de 97 représentant 240 personnes et la  médiane du revenu disponible par unité de consommation  de 23 333 €.

### Emploi
En 2014, le nombre total d’emploi dans la zone était de 28, occupant 101 actifs résidants (salariés et non salariés).
Le taux d’activité de la population âgée de 15 à 64 ans s'élevait à  75 % contre un taux de chômage (au sens du recensement) de 9 %. Les inactifs se répartissent de la façon suivante : étudiants et stagiaires non rémunérés 10,1 %, retraités ou préretraités 8,8 %, autres inactifs 6,1 %.

### Entreprises et commerces
En 2015, le nombre d’établissements actifs était de vingt-huit dont neuf dans l’agriculture-sylviculture-pêche, quatre dans la construction, dix dans le commerce-transports-services divers et cinq étaient relatifs au secteur administratif.
Cette même année, une entreprise a été créée.

## Culture locale et patrimoine

### Lieux et monuments
- Le château de Villemereuil a été inscrit au titre des monuments historiques en 1971.
- Le calvaire de la Croix Blanche[31].

La commune ne comprend pas d'église.

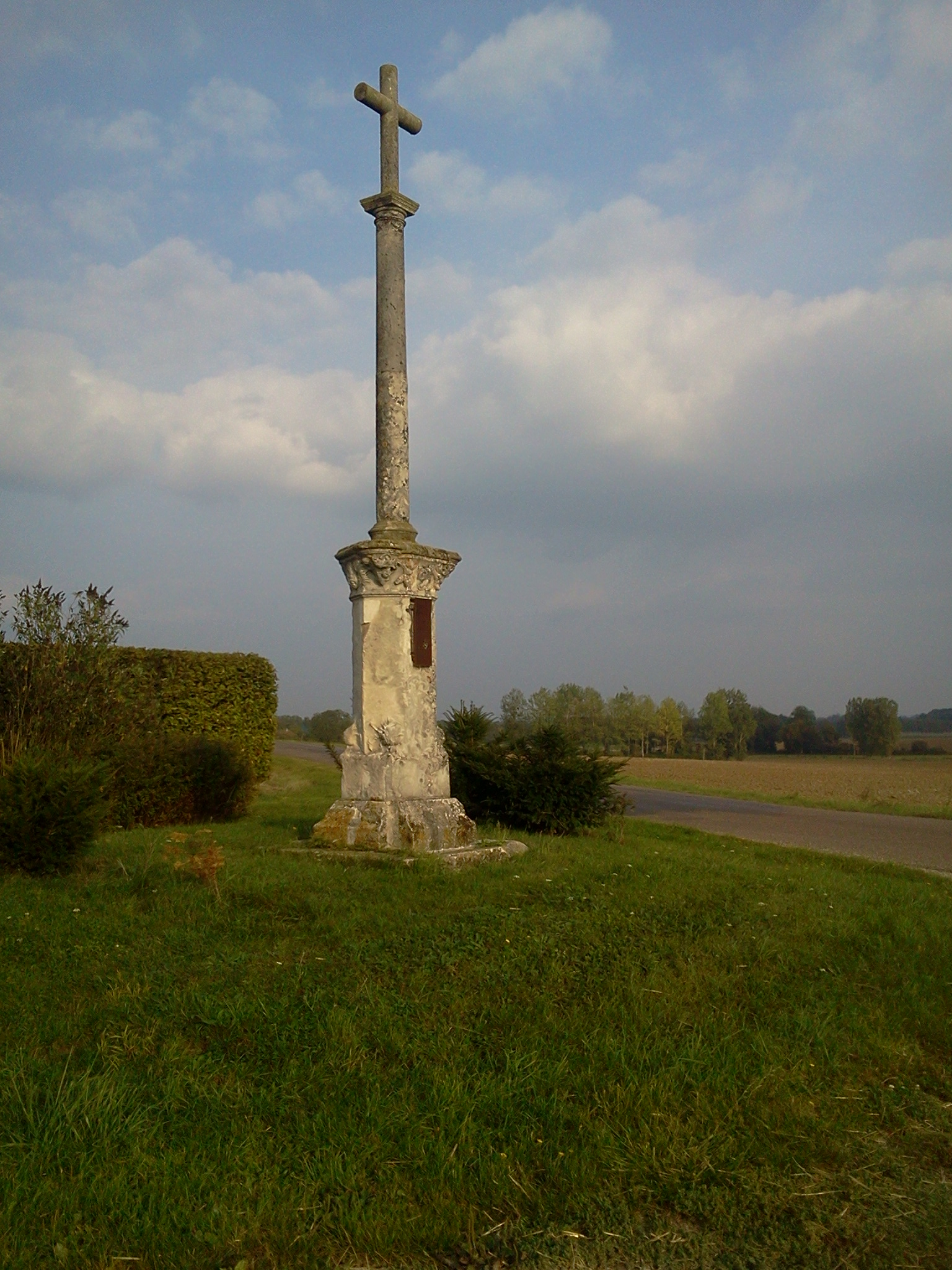
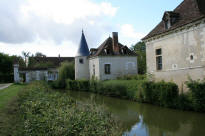

### Personnalités liées à la commune
- Eugène Bonamy de Villemereuil, homme politique, président du conseil départemental de l'Aube en 1848, 1864 à 1866 et 1870 et maire de Villemereuil[32].